# 鼎盛天工
鼎盛天工工程機械股份有限公司（上交所除牌時600335.SS），中國機械工業集團有限公司屬下機構，是在1905年成立，是從2004年把中外建发展股份有限公司換取上海證券交易所在上市，主要業務工程机械产品的研发设计、工程机械产品的生产制造、工程机械产品的销售、国际工程项目承包等。現任董事長李鹤鹏。
2008年，母公司被中國機械工業集團有限公司收購本集團，已被國務院批准。在2011年10月25日，鼎盛天工2011年第一次临时股东大会召开，完成董、监事换届，以及通过变更公司名称、注册地址、经营范围、公司章程等决议。2011年11月18日，正式更名為國機汽車股份有限公司。